# 지안 (연호)
지안(일본어: 治安)은 일본의 연호 중 하나이다. 한자는 읽는 방법에 따라 '치안'(ちあん)으로도 읽을 수 있다.
- 전후 : 간닌(寛仁) 이후 - 만주(万寿) 이전.
- 시기 : 1021년 ~ 1023년
- 천황 : 고이치조 천황

## 개원
- 간닌 5년 2월 2일(율리우스력 1021년 3월 17일)에 신유혁명에 해당했으므로 개원하여
- 지안 4년 7월 13일(율리우스력 1024년 8월 23일) 만주로 개원되었다.

## 출전
《한서》 가의전의 "……陛下何不壹令臣得孰數之於前, 因陳治安之策, 試詳擇焉."

## 서력과의 대조표
| 지안        | 원년       | 2년        | 3년        | 4년        |
| ----------- | ---------- | ---------- | ---------- | ---------- |
| 서기 (西紀) | 1021년     | 1022년     | 1023년     | 1024년     |
| 간지 (干支) | 신유(辛酉) | 임술(壬戌) | 계해(癸亥) | 갑자(甲子) |

## 같이 보기
- 일본의 연호 일람

| 이전 간닌 | 일본의 연호 1021년 ~ 1023년 | 다음 만주 |